# Società Promoter di Belle Arti de Nápoles
La Società Promotrice di Belle Arti a Napoli, conocida también como promotrice, es una asociación sin fines de lucro italiana, fundada en 1862 en Nápoles, cuyas exposiciones tuvieron un notable impacto entre los siglos XIX y XX.
Fue una de las instituciones artísticas más influyentes de Europa, activa entre 1862 y 1897. Inspirada en sociedades similares de Florencia y Turín, la Promotrice de Nápoles desempeñó un papel fundamental en el panorama artístico de la época, enfocándose principalmente en la promoción del arte a través de exposiciones artísticas.

## Historia
La sociedad fue fundada en 1862, bajo los auspicios del rey Vittorio Emanuele II y con el financiamiento de los Aselmayer, los Rothschild, los Vonwiller, los Zir, los Natoli, los Meuricoffre y los Schlaepfer, familias extranjeras asentadas en Nápoles, con el objetivo de promover el vibrante movimiento pictórico y escultórico napolitano.
La Società Promotrice di Belle Arti di Napoli nació siguiendo el ejemplo de las Promotoras de Florencia y Turín, que combinaban en su carácter mecenático la promoción de las artes con la asistencia a los artistas. A diferencia de sus contrapartes del norte, la institución napolitana se centró principalmente en el aspecto promocional, delegando el papel asistencial a la Società di Mutuo Soccorso di Scienziati, Letterati ed Artisti di Napoli.

## Exposiciones principales
Las exposiciones organizadas por la Società Promotrice fueron algunas de las más importantes en el panorama artístico napolitano y más allá. Entre las exposiciones más destacadas se incluyen:
- Società Promotrice di Belle Arti, Nápoles, 1862 - 1897
- Exposiciones de 1863, 1864 y 1866
- La visita del rey Vittorio Emanuele II a la primera exposición en 1862 confirmó la importancia de la iniciativa en el contexto artístico nacional.
- Exposición nacional de 1861, celebrada con un fuerte enfoque en el Risorgimento.

## Importancia e influencia
La Promotrice tuvo un impacto significativo en la escena artística napolitana e italiana, promoviendo estilos innovadores. Su enfoque antiacadémico fue revolucionario para la época y contribuyó a la creación de una escena artística abierta a la experimentación.
Se albergaron artistas de renombre nacional e internacional, promoviendo especialmente la escuela de escultura de Nápoles con Vincenzo Cinque y Giovanni de Martino.
Las diversas exposiciones se convirtieron con el tiempo en una ocasión de encuentro cultural entre los participantes y también en uno de los principales eventos sociales del año.